# Maoripartiet
Maoripartiet är ett politiskt parti i Nya Zeeland, bildat den 7 juli 2004 av den förre Labour-ministern Tariana Turia.
Partiet vill tillvarata maorifolkets intressen som urbefolkning.